# 竹原橋
竹原橋（たけはらはし）は、福島県大沼郡会津美里町にある道路橋である。

## 概要
- 全長：100m
- 幅員：8m
- 竣工：1970年[1]

一級水系阿賀野川水系宮川を渡り、福島県道23号会津高田上三寄線を通す。西詰は永井野字下川原、橋上は永井野字下川原と宮林甲の大字境となり、東詰の信号交差点はこれらと勝原字竹原との三大字境となる。周囲は宮川いこいの河畔緑地公園として整備されており、右岸側直下にはゲートボール場が広がる。福島県立大沼高等学校や会津高田町立高田小学校への通学路であるが歩道がなく歩行者安全性に問題があったことから上り線側(上流側）に人道側道橋が2003年度より整備され翌年度に完成した。総工費は1億5800万円。
竹原橋側道橋
- 全長：99.75m
  - 主径間：24.8m
- 幅員：3.0m
- 形式：4径間単純PCポステンT桁橋
- 竣工：2005年[2]

## 沿革
- 1914年12月 - 全長104m、幅員2.5mの橋梁が建設される[3]。
- 1970年 - 現在の橋梁が建設される。
- 2005年 - 人道側道橋が建設される。

## 周辺
- 大沼神社